# Maumturks
Los Maumturks (en gaélico, Na Sléibhte Mhám Toirc; también, Maamturks, o familiarmente, the Turks) son una pintoresca cordillera en Connemara en el oeste de la República de Irlanda. Son menos conocidos que sus vecinos, más famosos, los Twelve Bens en el otro lado del valle Inagh, y del sendero de largo recorrido llamado Western Way. No son muy grandes, con una altura máxima de 702 m s. n. m. pero suponen una agradable ascensión con el buen tiempo, soberbias vistas y ninguna congestión. Los corredores en montaña corren desde Maumeen en el sur hasta Leenaun en el norte en un solo día.  

## Lista de los picos
| # | Picos               | Otros nombres   | Altura |
| - | ------------------- | --------------- | ------ |
| 1 | Binn Idir an Dá Log | Barrslievenaroy | 702m   |
| 2 | Leitir Bhriocáin    | Letterbreckaun  | 667m   |
| 3 | Binn Mhór           | BinnMhor        | 661m   |
| 4 | Binn Chaonaigh      | Binn Chaonaigh  | 633m   |

## Para saber más
"The Mountains of Connemara : a hill walker's guide" (ISBN 0-9504002-4-6) - con un mapa 1:50000 más útil que los mapas OS 37, 38, 44.